# Zebra comuna
La zebra comuna (Equus quagga) és l'espècie de zebra més comuna i més estesa geogràficament, i antigament s'estenia des del sud d'Etiòpia per tot arreu de l'est d'Àfrica, fins a Angola i l'est de Sud-àfrica. La zebra comuna és actualment molt menys nombrosa del que era, a causa d'activitats humanes com la caça per la seva carn i pell, així com la invasió de gran part del seu antic hàbitat. Tanmateix, encara és comuna en reserves d'animals.

## Subespècies
- Quaga (E. q. quagga) És una subespècie extinta, antigament molt nombrosa a la província del Cap de Sud-àfrica i a l'Estat Lliure d'Orange. Diferia d'altres zebres en el fet que tenia les ratlles típiques de les zebres únicament a la part davantera del cos.
- Zebra de Burchell (E. q. burchellii). És d'un color blanquinós, però mai blanc pur. Les ratlles fosques solen estar ben marcades, però les de les potes són absents o vagues i gairebé mai no arriben fins a les peülles.
- Zebra de Grant (E. q. boehmi). Les poblacions d'aquestes zebres han quedat afectades per guerres civils en diversos països africans.
- Zebra de Selous (E. q. borensis). Es caracteritzen per la palidesa de les seves ratlles fosques. Fan 150 cm a l'espatlla i pesen uns 300 kg.
- Zebra de Chapman (E. q. chapmani). Aquestes zebres reberen el nom en honor del naturalista anglès James Chapman. Presenta ratlles negres sobre un fons groguenc, amb ratlles a les potes poc marcades; viu a la sabana africana, i se'n troba en totes les zones i extensió. Com gairebé totes les zebres, són animals sociables que viuen en grups formats pel mascle al voltant de deu femelles i les cries, formant grans ramats durant l'estació seca del seu hàbitat natural en migrar a la cerca d'aliment.
- Zebra de Crawshay (E. q. crawshayi). Fa 122 cm a l'espatlla i pesa uns 300 kg.